# Estación de Areeta
Areeta es una estación del Metro de Bilbao soterrada, situada en el barrio de Las Arenas, término municipal de Guecho y fue inaugurada el 11 de noviembre de 1995. Su tarifa corresponde a la zona 2.
Junto a la estación se encuentra una de las Oficinas de Atención al Cliente de Metro Bilbao, en el número 17 de la Calle Ibaigane (salida Ibaigane).
Cerca de Areeta se encuentra el Puente Transbordador de Vizcaya, que une las localidades de Portugalete y Guecho.
Desde el 6 de mayo de 2015, en la estación se ofrece un servicio de Wi-fi gratuito, por medio de la empresa WifiNova.

## Accesos

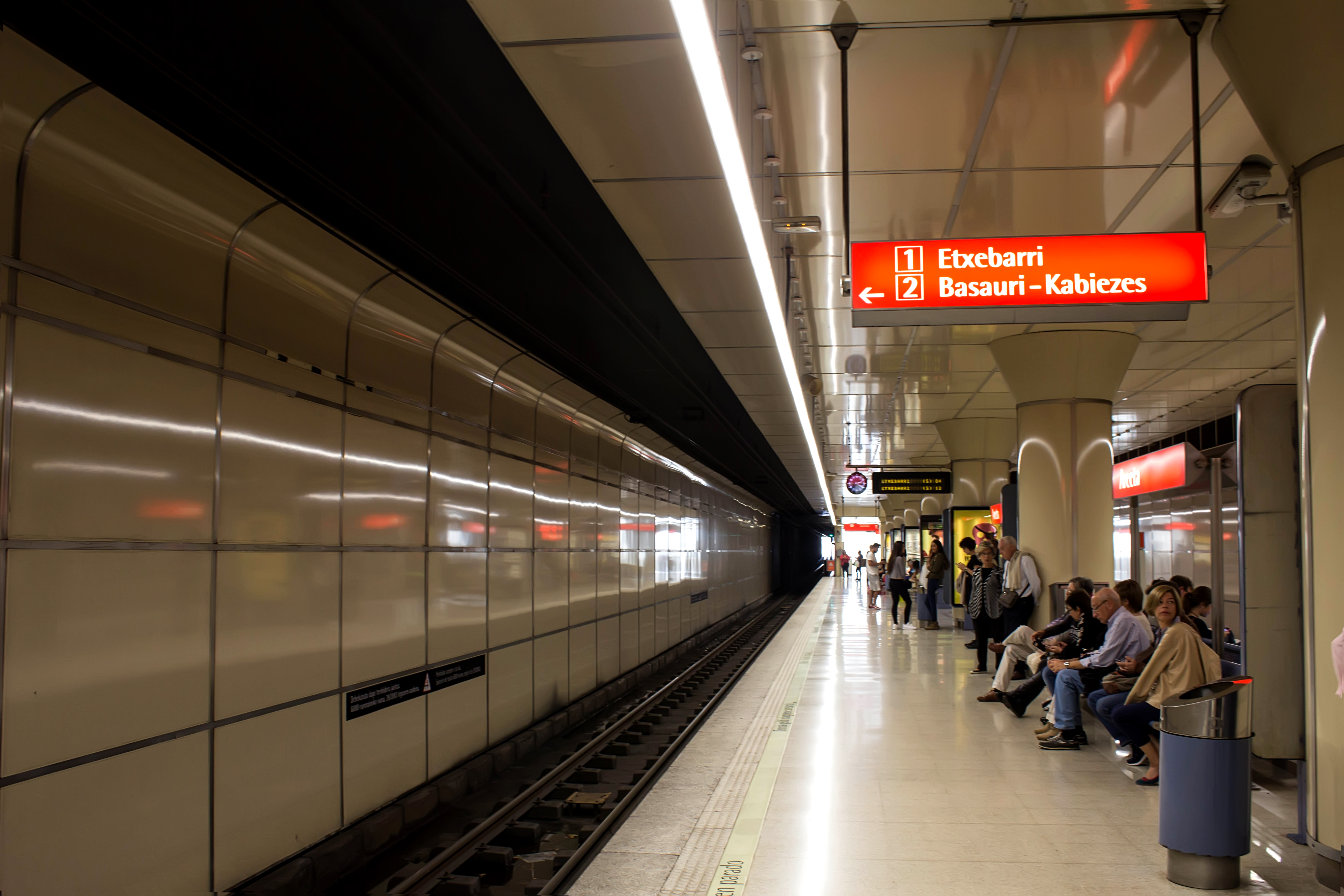
Vía y andén dirección Etxebarri.

La estación tiene dos accesos por escaleras mecánicas y un acceso por ascensor, todos situados en la calle Ibaigane.
- C/ Ibaigane, 2 (salida Plaza Geltokia)
- C/ Ibaigane, 23 (salida Ibaigane)
- C/ Ibaigane, 2 (salida Plaza Geltokia)

## Historia

### Estación de ferrocarril
La estación de Las Arenas fue puesta en funcionamiento el 1 de julio de 1887 por la compañía Ferrocarril económico de Bilbao a Las Arenas, cuando abre la explotación de su línea de Bilbao a Las Arenas. Se convierte en una estación de bifurcación el 15 de mayo de 1893, cuando la compañía Ferrocarril de Las Arenas a Plencia, creada en 1891, abre el servicio de la línea de Las Arenas a Plencia.
Es una estación en fondo de saco compartida por las empresas operadoras de cada una de las dos líneas. La estación es electrificada el 7 de febrero de 1928, con la puesta en servicio de la electrificación de Bilbao a Las Arenas; la línea hasta Plentzia sería electrificada el 28 de abril de 1929. La estación se encontraba en el PK 13 de la línea de Bilbao a Plentzia.
A comienzos de los años 50, la estación en fondo de saco es transformada en estación de paso para facilitar el funcionamiento de la línea.

### Estación de metro
La nueva estación subterránea de Areeta fue puesta en funcionamiento el 11 de noviembre de 1995, cuando se inauguró la primera sección del metro de Bilbao entre Casco Viejo y Plentzia, sobre el trazado de la antigua línea del ferrocarril. La estación fue diseñada por el arquitecto Norman Foster.

## Conexiones
- Bizkaibus
- Puente Colgante